# 1935

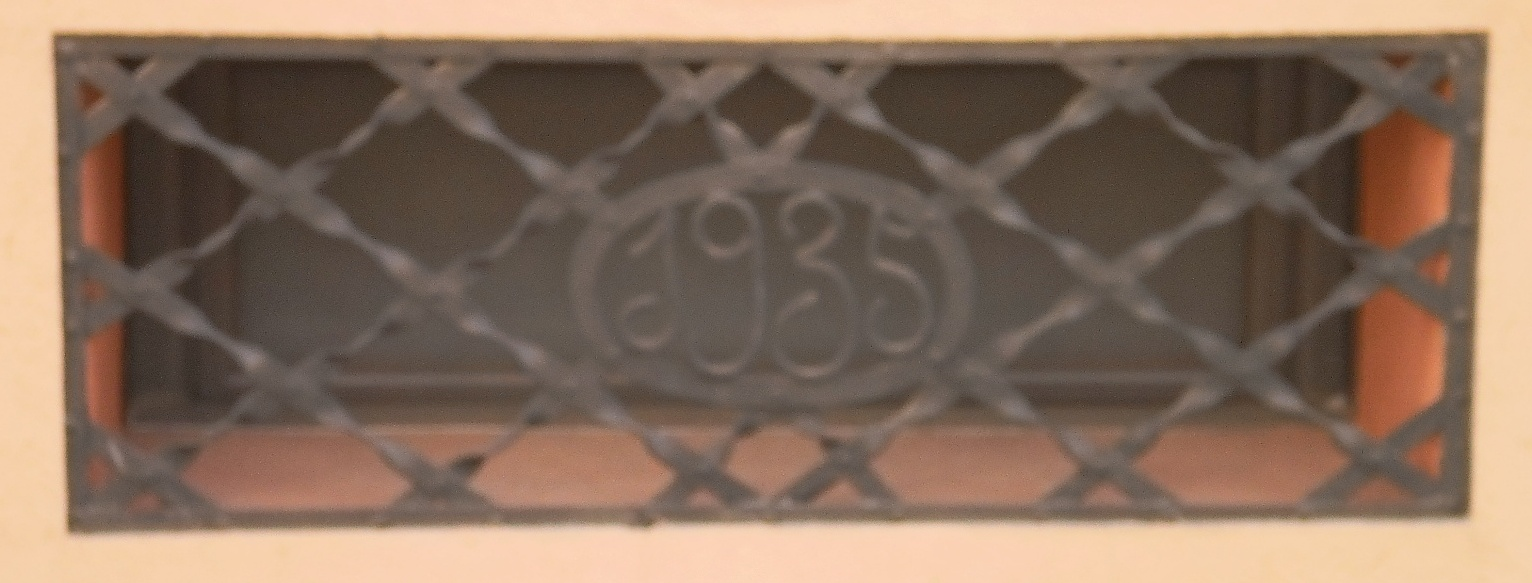
Casa del carrer Nou de la Pobla de Lillet

## Esdeveniments
Països Catalans
- 1 de gener - Comença a editar-se L'Instant, «diari de la nit», un diari vespertí vinculat a la Lliga Catalana.[1]
- 16 de febrer - Manacor: Estrena al Teatre Principal del sainet musical Ai Quaquin que has vengut de prim!, de Sebastià Rubí (llibret) i Antoni M Servera (música).[2]
- 21 de març - Barcelona: S'estrena al teatre Poliorama la comèdia La Rambla de les Floristes, de Josep Maria de Sagarra.[3]
- març - Barcelona: S'instal·la la primera escala mecànica de la ciutat als Magatzems Sepu.[4]
- juny - Sitges. La Junta de Museus i l'Ajuntament de Sitges lloguen als hereus de Charles Deering el Palau de Maricel com ampliació del Cau Ferrat, amb posterior opció de compra.
- 17 de juliol - Barcelona: Josep Sunyol i Garriga, que serà assassinat pels franquistes el 6 d'agost de 1936, esdevé president del Barça.
- 29 de setembre - Barcelona: el Bloc Obrer i Camperol i l'Esquerra Comunista s'unifiquen i esdevenen el Partit Obrer d'Unificació Marxista (POUM).[5]
- 6 d'octubre: Primera escalada al Trencabarrals, una de les agulles de la muntanya de Montserrat.

Resta del món

### Premis Nobel
| Camp                  | Guardonats                                   |
| --------------------- | -------------------------------------------- |
| Física                | - James Chadwick                             |
| Química               | - Fréderic Joliot-Curie - Irène Joliot-Curie |
| Medicina o Fisiologia | - Hans Spemann                               |
| Literatura            | No atorgat                                   |
| Pau                   | Carl von Ossietzky                           |

## Naixements
Països Catalans
- 5 de febrer - Alcoi: Amand Blanquer i Ponsoda, compositor i pedagog musical valencià (m. 2005).
- 17 de març - Barcelona: Luis Goytisolo i Gay, escriptor català en llengua castellana.
- 24 de març - Mataró: Pere Pubill i Calaf, més conegut com a Peret, creador de la rumba catalana. (m. 2014).[7]
- 25 de març - Vilafranca del Penedès: Josep Soler i Sardà, compositor i assagista català (m. 2022).
- 3 de maig - Tremp: Jordi Mir i Parache, lingüista, escriptor i activista cultural català.
- 27 de maig - Igualada: Teresa Llacuna, pianista catalana, concertista i professora.[8]
- 11 de juny - l'Hospitalet de Llobregat: Núria Espert, actriu catalana de teatre, cinema i televisió, directora teatral i operística.[9]
- 28 de juny - Barcelona: Marta Ferrusola i Lladós, muller del 126è president de la Generalitat de Catalunya, Jordi Pujol (m. 2024).
- 1 de juliol - Barcelona: Josefina Castellví i Piulachs, oceanògrafa catalana, especialista en microbiologia marina.
- 22 de juliol - Barcelonaː Santiago Dexeus i Trias de Bes, ginecòleg català (m. 2024).
- 26 de juliol - Girona: Francesc Ferrer i Gironès, escriptor i polític català (m. 2006).
- 4 d'agost - Barcelona: Helena Lumbreras, directora de cinema, guionista i operadora de càmera espanyola (m. 1995).[10]
- 6 d'agost - Lleida: Trini Tinturé, historietista i il·lustradora catalana (m. 2024).[11]
- 5 de setembre - La Seu d'Urgellː Dolors Majoral i Moliné, política catalana de l'Alt Urgell, primera presidenta del Consell Comarcal de l'Alt Urgell.[12]
- 13 de setembre - Terrassa: Joana Biarnés, fotògrafa catalana, primera fotoperiodista i reportera gràfica (m. 2018).[13]
- 8 de desembre - Barcelona: Fèlix Millet i Tusell, empresari català (m. 2023).
- 21 de desembre - Oak Park, Illinois, Estats Units: John G. Avildsen, director de cinema estatunidenc (m. 2017).[14]
- 25 de desembre - Sitges: Remei Margarit i Tayà, psicòloga, cantautora, professora i escriptora, fundadora d'Els Setze Jutges.[15]

Resta del món
- 8 de gener, Tupelo, Mississipi, EUA: Elvis Presley, cantant de rock estatunidenc (m. 1977).[16]
- 28 de gener - Londres: David Lodge, escriptor anglès (m. 2025).[17]
- 30 de gener, Grosseto (Itàlia): Elsa Martinelli, actriu italiana (m. 2017).[18]
- 31 de gener, Utxiko, Japó: Kenzaburō Ōe, escriptor japonès, Premi Nobel de Literatura 1994.
- 4 de febrer, Granada, Andalusia: Antonina Rodrigo García, escriptora andalusa resident a Barcelona des de 1970.[19]
- 27 de febrer, Mòdena, Itàlia: Mirella Freni, soprano operística italiana.[20]
- 3 de març, Veselinovo, Bulgària: Jéliu Jéliev, polític búlgar, primer President de Bulgària elegit democràticament.(m. 2015).[21]
- 4 de març, Thisted, Dinamarca: Bent Larsen, Gran Mestre d'escacs (m. 2010).
- 5 de març, Palerm: Letizia Battaglia, fotògrafa i fotoperiodista italiana, coneguda pel seu treball sobre la Màfia (m. 2022).[22]
- 10 de març, Saragossa, Aragó: José Antonio Labordeta, escriptor i cantautor aragonès (m. 2010).
- 19 de març, Illa de Moçambic, província de Nampula: Lília Momplé, escriptora moçambiquesa.[23]
- 20 de març, Sevilla: Lolita Sevilla, cantant i actriu espanyola (m. 2013).[24]
- 21 de març, Carmelo, Colonia: Gladys Parentelli, fotògrafa, periodista i teòloga feminista uruguaiana.[25]
- 25 de març, Florència (Itàlia): Simone Forti, artista i coreògrafa italo-nord-americana.[26]
- 26 de març, Safed, Palestina: Mahmud Abbas conegut també pel nom de guerra Abú Mazin, President de l'Autoritat Nacional Palestina.[27]
- 29 de març, San Francisco, Califòrnia: Sandra G. Harding, filòsofa de la ciència i feminista estatunidenca.[28]
- 7 d'abril, Ciutat de Mèxic, Mèxic: Graciela Salicrup, matemàtica i arquitecta mexicana, investigadora pionera en topologia (m. 1982).[29]
- 11 d'abril, Elst, Països Baixos: Pierre Kartner, conegut com el pare Abraham, músic, compositor de cançons i cantant.
- 16 d'abril, Limlingerode, Magdeburg: Sarah Kirsch, destacada poeta alemanya (m. 2013).[30]
- 22 d'abril, Crescentino, Vercelli (Itàlia): Fiorenza Cossotto, mezzosoprano italiana.[31]
- 2 de maig - Bagdad (Iraq): Faisal II (àrab: الملك فيصل الثاني Fayṣal),rei de l'Iraq del 4 d'abril de 1939 fins que fou enderrocat i mort (1958) junt amb altres membres de la família) per un cop d'estat militar, en què es va proclamar la república.[21]
- 20 de maig - Montevideo: José Mujica, agricultor i polític uruguaià, 40è president de l'Uruguai (m. 2025).[32]
- 29 de maig - Oviedo: Maribel Álvarez López-Vega, escriptora i locutora de ràdio.[33]
- 31 de maig - Sevilla: María Galiana Medina, actriu espanyola, coneguda i respectada com a actriu de repartiment.[34]
- 13 de juny, 
  - Noreikiškės, Lituània: Ugné Karvelis, editora, escriptora, crítica literària, traductora i diplomàtica lituana a la UNESCO (m. 2002).[35]
  - Gàbrovo, (Bulgària) i Casablanca (Marroc): Christo i Jeanne-Claude, matrimoni d'artistes que realitza instal·lacions artístiques ambientals (art natura) (m. 2020).[36]
- 14 de juny, Nova York: Vivian Gornick, crítica, periodista, assagista, biògrafa i activista feminista nord-americana.[37]
- 19 de juny, Sevillaː Mikaela, cantant de cobla i actriu espanyola (m. 1991).[38]
- 21 de juny, Cajarc, França: Françoise Sagan, escriptora francesa de novel·la i teatre (m. 2004).[39]
- 24 de juny, Colfax, Louisiana (EUA): Terry Riley, compositor i pianista nord-americà de música contemporània.[40]
- 30 de juny, Valladolid, Castella i Lleó: Lola Herrera, actriu espanyola de teatre, cinema i televisió.[41]
- 6 de juliol, Takster, Tibet: Tenzin Gyatso, XIV Dalai Lama.
- 9 de juliol, San Miguel de Tucumán: Mercedes Sosa, cantant argentina, amb arrels en el folk (m. 2009).[42]
- 12 de juliol, Nirasaki, Yamanashi, Japó: Satoshi Ōmura, bioquímic japonès, Premi Nobel de Medicina o Fisiologia de l'any 2015.[43]
- 13 de juliol, Dannemarie, Françaː Monique Wittig, escriptora feminista francesa (m. 2003).[44]
- 14 de juliol, Txangun, Xina: Ei-ichi Negishi, químic japonès, Premi Nobel de Química de l'any 2010.[45]
- 14 de juliol, Xangai: Zhang Hanzhi, traductora, diplomàtica i escriptora xinesa.
- 17 de juliol, Bronx, Nova York: Diahann Carroll, actriu i cantant estatunidenca (m. 2019).[46]
- 25 de juliol, Evanston: Barbara Harris, actriu estatunidenca de teatre i cinema (m. 2018).[47]
- 22 d'agost, Norwich (Connecticut): Annie Proulx, escriptora i periodista estatunidenca, coneguda per les seves novel·les i relats curts.[48]
- 26 d'agost, Newburgh (Nova York): Geraldine Ferraro, política estatunidenca, primera dona a optar a la vicepresidència (m. 2011).[49]
- 30 d'agost,
  - Bucarest: Alexandra Bellow, matemàtica romanesa, especialista en teoría ergódica, probabilitat i anàlisi.[50]
  - Gibbstown, Nova Jersey, USA: Sylvia Earle, biòloga marina, exploradora i autora estatunidenca.[51]
- 31 d'agost, Veracruz: Rosenda Monteros, actriu mexicana (m. 2018).[52]
- 10 de setembre, Maple Heights, Ohio: Mary Oliver, poeta estatunidenca (m. 2019).[53]
- 11 de setembre, Vérkhneie Jílino, krai de l'Altai, Rússia: Guèrman Stepànovitx Titov, astronauta rus (m. 2000).
- 16 de setembre, Buenos Aires, Argentina: Esther Vilar, metge, psicòloga i escriptora argentina.[54]
- 17 de setembre, La Junta, Colorado (EUA): Ken Kesey escriptor estatunidenc (m. 2001).[55]
- 19 de setembre, Carboneras, Almeria: Encarna Sánchez, periodista espanyola, locutora de ràdio i presentadora de televisió (m. 1996).[56]
- 29 de setembre, Xangai, Xina: Ingrid Noll, escriptora alemanya de novel·la policíaca.[57]
- 1 d'octubre, Walton-on-Thames, Anglaterra: Julie Andrews, actriu de cinema i teatre.[58]
- 14 d'octubre, Bern, Idaho (EUA): La Monte Young, compositor estatunidenc.[59]
- 3 de novembre, Andhra Pradesh: Jikki, popular cantant índia
- 8 de novembre, Sceaux, França: Alain Delon, actor cinematogràfic francès (m. 2024).[60]
- 11 de novembre, Estocolm, Suècia: Bibi Andersson, actriu de teatre i de cinema sueca.[61]
- 1 de desembre, Ciutat de Nova York, Estats Units: Woody Allen, cineasta estatunidenc.[62]
- 13 de desembre, 
  - Madrid: Lidia Falcón, advocada i periodista, dinamitzadora i activista des dels anys seixanta de la causa feminista.[63]
  - Istanbul: Türkân Saylan, metgessa turca que treballà contra la lepra i a favor de l'educació de les noies.[64]
  - Noriyoshi Ohrai, il·lustrador japonès

## Necrològiques
Països Catalans
- 4 de febrer - Cartagena, Regió de Múrcia: Víctor Beltri i Roqueta, arquitecte català (n. 1862)
- 27 de març - Barcelona: Francesc Moragas i Barret, advocat i economista català.
- 13 de juliol - Rafael Masó i Valentí, arquitecte noucentista, poeta i polític catalanista gironí.
- 23 de juliol - Burgos: Carmen Gimeno Presencia, La Venus Valenciana, cantant i vedet valenciana, que morí assassinada.[65]
- 30 d'abril - Barcelona: Joana Valls, modista catalana, una de les més rellevants del tombant del s. XX (n. 1855).[66]

Resta del món
- 10 de gener, París: Virginie Demont-Breton, pintora francesa (n. 1859).[67]
- 15 de gener: Lucien Fugère, cantant francès.
- 13 de febrer, San Gervasio Brescianoː Vernon Lee, escriptora britànica d'assaig, narrativa de fantasmes, viatges i poesia (n. 1856).[68]
- 28 de febrer, Rio de Janeiro: Chiquinha Gonzaga, pianista, compositora i directora d'orquestra brasilera (n. 1847).[69]
- 8 de març: Ruan Lingyu, actriu xinesa figura cabdal del cinema mut xinès dels anys 30.[70]
- 12 de març - Nova York, Estats Units d'Amèrica: Mihajlo Pupin, físic i químic físic serbi i americà.
- 16 de març - Aberdeen (Escòcia): John James Rickard Macleod, metge escocès, Premi Nobel de Medicina o Fisiologia de l'any 1923 (n. 1876).
- 14 d'abril - Bryn Mawr, EUA: Emmy Noether, matemàtica alemanya (n. 1882).
- 15 d'abril - Skagen, Dinamarca: Anna Ancher, pintora impressionista danesa (n. 1859).[71]
- 23 d'abril - Berlín: Wanda von Debschitz-Kunowski, fotògrafa independent alemanya.[72]
- 5 de maig, Roma: Alberto Cametti, organista i compositor
- 10 de maig, París: Charles-Olivier-René Bibard, pianista.
- 12 de maig - Varsòvia (Polònia): Józef Piłsudski de Kościesza, va ser el primer Cap d'Estat (1918 - 1922), "Mariscal de Polònia" (des del 1920) i dictador (1926 - 1935) de la Segona república polonesa (n. 1867).[21]
- 15 de maig - Leningrad, URSS: Kazimir Malèvitx, pintor i teorètic ucraïnès de l'avantguarda soviètica. Creador del suprematisme (n. 1878).[73]
- 19 de maig - Bovington Camp, Dorset (Anglaterra): T. E. Lawrence, funcionari britànic, conegut com a Lawrence d'Aràbia (n. 1888).[74]
- 21 de maig - Chicago, EUA: Jane Addams, pacifista Premi Nobel 1931 (n. 1860).[75]
- 9 de juny - Atenes: Euphrosine Paspati, tennista grega que va competir a començaments del segle xx (n. 1880).[76]
- 24 de juny - Medellín, Colòmbia: Carlos Gardel, cantant i compositor de tangos argentí, considerat el més important de la primera meitat del segle xx.[77]
- 12 de juliol - París, França: Alfred Dreyfus, militar jueu francès, protagonista d'un judici per espionatge (n.1859).[78]
- 18 de juliol - Nova York, Estats Units d'Amèrica: Letitia Mumford Geer, inventora que va patentar la xeringa que es pot fer servir amb una sola mà (n. 1852).
- 19 de juliol - Hèlsinki: Selma Kajanus, concertista i professora de piano i arpista (n. 1860).[79]
- 26 de juliol - Berlínː Käthe Paulus, paracaigudista alemanya pionera i inventora.[80]
- 8 d'agost, Pennsilvània: John Barnes Wells, compositor i cantant de jazz.
- 17 d'agost - Pasadena: Charlotte Perkins Gilman, escriptora, sociòloga i activista política estatunidenca (n. 1860).[81]
- 26 d'agost: Sarmiza Bilcescu, advocada.
- 21 de setembre, Saint-Maür- des-Fossés, Parísː Luisa Spagnoli, empresària italiana.[82]
- 29 de setembre, Londres: Winifred Holtby, periodista i novel·lista anglesa (n. 1898).[83]
- 19 d'octubre, Talença, Françaː Anna Hamilton, metgessa francesa, determinant en l'evolució de la professió d'infermeria a França (n. 1864).[84]
- 21 de novembre, Brunsvic: Agnes Pockels, investigadora de química orgànica (n. 1862).[85]
- 30 de novembre - Madrid: Jesús Aroca y Ortega, compositor.
- 4 de desembre - París, França: Charles Robert Richet, metge francès, Premi Nobel de Medicina o Fisiologia de l'any 1913 (n. 1850).
- 13 de desembre - Lió, França: François Auguste Victor Grignard, químic francès, Premi Nobel de Química de l'any 1912 (n. 1871).
- 21 de desembre - Göteborg, Götaland, Suècia: Kurt Tucholsky, escriptor i periodista alemany.
- 24 de desembre - Viena, Àustria: Alban Berg, compositor austríac (n. 1885).[86]